# Оксфордские мешки
«Оксфордские мешки» — свободные, мешковатые брюки. В 1920—1950 годах были популярны среди студентов Оксфорда. Такой стиль возник после запрета в 1924 году в Оксфорде (и Кембридже) ношения бридж на лекции. Стиль брюк был придуман Гарольдом Эктоном (англ.) из колледжа Крайст-Чёрч или Робертом Бутби (англ.) из Колледжа Магдалины (англ.).
Стиль оказал большое влияние за пределами университета, в том числе в Америке, но был несколько не в моде с тех пор. Он вернулся в 1970-х годах в Британии, часто «Оксфордские мешки» носили с обувью на высокой подошве.